# Panteras de Aguascalientes
O Panteras de Aguascalientes é um clube profissional de basquetebol situada na cidade de Aguascalientes, Aguascalientes, México que disputa atualmente a LNBP. Manda seus jogos no Gimnasio "Hermanos Carreón" com capacidade de 3.000 espectadores.